# Янишевский, Михал
Михал Янишевский (пол. Michał Janiszewski; 15 июня 1926, Познань — 3 февраля 2016) — польский военачальник и государственный деятель ПНР. Доверенное лицо Войцеха Ярузельского. Начальник штаба Ярузельского в министерстве обороны (1972—1981), руководитель аппарата правительства в 1981—1989, начальник канцелярии президента Польши в 1989—1990. Член Военного совета национального спасения (WRON) в 1981—1983, автор названия WRON.

## Помощник Ярузельского
С 1950 служил в войсках связи Войска Польского. В том же году вступил в ПОРП. Продвигался по штабной линии, в 1972 назначен начальником штаба министра обороны. Министерство возглавлял тогда Войцех Ярузельский, при котором Михал Янишевский с тех пор постоянно находился в качестве доверенного лица и делопроизводителя. Звание генерала бригады получил в штабе Ярузельского в 1976.
В феврале 1981 Ярузельский занял пост премьер-министра ПНР. Янишевский возглавил аппарат Совета министров и оставался на этой должности в правительствах Збигнева Месснера и Мечислава Раковского до 1989 (в 1985 получил статус министра — руководителя аппарата).

## Автор названия «Военный совет национального спасения»
13 декабря 1981 года генерал бригады Янишевский был включён в состав Военного совета национального спасения (WRON) Именно он предложил Ярузельскому название этого органа. Наряду министром обороны генералом Сивицким, Янишевский занимался отбором кандидатов в WRON.
В качестве члена WRON курировал правительственный аппарат. На протяжении 1980-х принадлежал к правящей группе генерала Ярузельского, которая неофициально именовалась «Директорией». В 1983 получил звание генерала дивизии.
Состоял в руководстве Общества польско-советской дружбы. Имел учёную степень доктора военных наук.

## Уход вслед за Ярузельским
После Круглого стола и избрания Ярузельского на пост президента Польши возглавил президентскую канцелярию. Оставался на этой должности до вынужденного ухода Ярузельского в декабре 1990.
С января 1991 пребывал в отставке на пенсии.
Скончался в возрасте 89 лет. В некрологах польские СМИ характеризовали Янишевского как ближайшего соратника генерала Ярузельского.
Михаил Янишевский формально не занимал ведущих государственных и военных постов. Но он почти два десятилетия являлся приближённым Ярузельского, и этим определялась его роль в польской политике.